# 牧养公司海子
牧养公司海子也作牧羊海子、牧羊海，是一个位于中国内蒙古自治区巴彦淖尔市乌拉特中旗牧羊海牧场的湖泊，湖面海拔1021米，湖长4.5千米，最大宽1.9千米，平均宽1.0千米，面积4.4平方千米。
牧羊海是由黄河故道变迁形成的一块湿地，地形平缓，坡度小，平均海拔高度1022.2米，总占地面积4000公顷。由大汉海子、刘铁海子、王坝海子、南北壕片、牧业队片、四连片及周边部分区域组成，是中国西部五省区及世界同一经纬度唯一的一块湿地，也是乌拉特中旗境内唯一的一块淡水湖。
牧养公司海子属于蒙新高原区。它的一级流域为内流区诸河，二级流域为内蒙古内流区。